# Agatha Christie: The ABC Numbers
Agatha Christie: The ABC Murders – komputerowa przygodowa gra detektywistyczna wyprodukowana przez francuskie studia SneakyBox i Artefact Studio oraz wydana przez Microïds w 2016 roku. Jest to adaptacja klasycznej powieści kryminalnej Agathy Christie A.B.C. z 1936 roku. Gra stanowi pierwszą część serii gier opisujących przygody słynnego detektywa Herkulesa Poirota.
W grze gracz wciela się w postać Poirota, obserwowanego z perspektywy trzeciej osoby. Fabuła koncentruje się na serii tajemniczych morderstw, których sprawca podpisuje się jako „ABC”. Wspólnie z kapitanem Hastingsem gracz musi rozwiązać zagadkę związaną z serią zbrodni. Rozgrywka polega głównie na rozwiązywaniu zagadek – śledztwa nad zbrodniami mają wiele możliwych rozwiązań, a gracz wykorzystuje dziennik śledztwa do zapisywania wskazówek i notatek zbieranych podczas gry. Podczas rozgrywki można również odkryć wiele ukrytych notatek, które ujawniają ciekawostki na temat Agathy Christie i jej postaci.
Agatha Christie: The ABC Murders została umiarkowanie przyjęta przez krytyków. Jako jej zalety wskazywano oprawę graficzną stylizowaną na rysunki (renderowaną za pomocą silnika Unity), jako wady – niski poziom zagadek oraz niewielką kontrolę nad przebiegiem śledztwa.